# الدوري العراقي الممتاز 2006–07
الدوري العراقي الممتاز 2006/2007 وهو دوري كرة القدم لفرق الدرجة الممتازة في العراق الذي نظمه اتحاد العراق لكرة القدم انطلق يوم 22 كانون الأول 2006 فيما انطلقت المرحلة النهائية منه (دوري النخبة) يوم 19 حزيران 2007 واختتم الدوري يوم 6 تموز 2007

## نظام البطولة
اقيم الدوري بمشاركة 24 فريقاً قسموا إلى ثلاثة مجموعات وكل مجموعة ضمت ثمانیة فرق وسميت المجموعات حسب المناطق الجغرافية وتلعبت الفرق دورى فيما بينها بطريقة الذهاب والإياب يتأهل 4 فرق عن كل مجموعة للدور الثاني ليكون عدد الفرق في الدور الثاني 12 فريق ليلعبوا المرحلة النهائية للدورى التي أطلق عليها دوري النخبة.

## دور المجموعات
انطلق هذا الدور يوم 22 كانون الأول 2006 وتصدرت فرق النجف والزوراء والشرطة واربيل المجموعات الثلاثة

## دوري النخبة
انطلقت مباريات هذا الدور يوم 19 حزيران 2007 وتأهلت فرق أربيل والطلبة والقوة الجوية والنجف إلى الدور النصف نهائي بعد تصدرها مجموعاتها

## نصف النهائي
انطلقت مباريات النصف نهائي يوم 20 أغسطس بلقاء فريقي الزوراء ودهوك فيما التقى الجوية واربيل في اليوم التالي
| القوة الجوية | 2 - 0 | الطلبة |
| ------------ | ----- | ------ |
|              |       |        |

| أربيل | 2 - 0 | النجف |
| ----- | ----- | ----- |
|       |       |       |

## النهائي
التقى فريقا القوة الجوية واربيل في المباراة النهائية للدوري العراقي يوم 6 تموز 2007 وبحضور جماهيري كبير على ملعب فرانسو حريري
| أربيل | 1 - 0 | القوة الجوية |
| ----- | ----- | ------------ |
|       |       |              |

## النقل التلفزيوني
حصلت قناة العراقية الرياضية وشبكة الإعلام العراقي على حقوق النقل الحصرية للدوري وقامت بنقل كل المباريات سواءً مباشرة أو تسجيلها وعرضها في اوقات أخرى اما المباراة النهائية فقد تم بثها على جميع القنوات العراقية